# Solon Springs
Solon Springs è un villaggio degli Stati Uniti d'America, situato in Wisconsin, nella contea di Douglas.